# ماما (فیلم ۲۰۱۷)
ماما (فرانسوی: Sage femme‎) فیلمی در ژانر درام است که در سال ۲۰۱۷ منتشر شد. از بازیگران آن می‌توان به کاترین دنو، کاترین فرو، الیویه گورمه، میلن دمونژو و پولین اتین اشاره کرد.